# Achille Devéria
Achille Jacques Jean Marie Devéria  (* 6. Februar 1800 in Paris; † 23. Dezember 1857 ebenda) war ein französischer Maler und Lithograf.

## Leben
Devéria war der Sohn eines Verwaltungsbeamten der französischen Kriegsmarine und der Bruder des Malers Eugène Devéria. Der spätere Maler Théodule Devéria war sein Sohn.
Sofort im Anschluss an seine Schulzeit wurde Devéria Schüler des Malers Anne Louis Girodet-Trioson; später wechselte er in das Atelier von Louis Lafitte. Bereits mit 22 Jahren wurde Devéria eingeladen, sich an der großen Ausstellung des Pariser Salons von 1822 teilzunehmen.

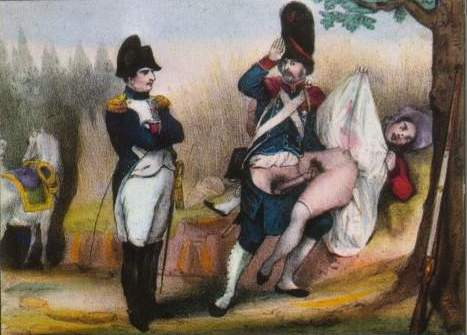
Zu Befehl!, Napoleon-Karikatur

1830 gründete Devéria zusammen mit seinem Bruder Eugène eine private Malschule, mit der die beiden einigen Erfolg hatten; zu den Schülern zählte Auguste Glaize. Während dieser Jahre gab Devéria die Ölmalerei zugunsten der Lithografie auf. Schon bald arbeitete er als Illustrator für mehrere Verlage; u. a. illustrierte er den „Don Quichotte“, den „Robinson Crusoe“, Goethes „Faust“ und die Märchen von Charles Perrault.
Daneben avancierte Devéria zu einem der gefeiertsten Porträtisten seiner Zeit. In seinem Atelier in der Rue de l’Ouest (Paris) saßen ihm viele berühmte Zeitgenossen Modell: Honoré de Balzac, Charles Baudelaire, Jacques Louis David, Marie Dorval, Alexandre Dumas, Théodore Géricault, Victor Hugo, Alphonse de Lamartine, Franz Liszt, Prosper Mérimée, Alfred de Musset, Charles-Augustin Sainte-Beuve, Sir Walter Scott, Alfred de Vigny u. v. a. 
Zusammen mit seinem Kollegen Henri Grevedon, später auch unterstützt von seinem Sohn Théodule, konnte Devéria mehrere Sammlungen seiner Porträts veröffentlichen. 1849 betraute man Devéria mit der Leitung der Graphischen Sammlung der Bibliotheque Nationale; noch im selben Jahr berief man ihn zum stellvertretenden Kurator der Ägyptischen Sammlung des Louvres. 
Im Frühjahr 1857 unternahm Devéria eine Studienreise nach Ägypten, von der er im Herbst krank zurückkehrte. Einige Wochen später, am 23. Dezember 1857 im Alter von 57 Jahren, starb er in Paris.
Devéria schuf auch eine Reihe von religiösen Bildern, ausnahmslos Auftragsarbeiten für Hauskapellen und private Salons. Mit diesen fiel er zwar bei der offiziellen Kunstkritik durch, konnte aber beim  Publikum  seine großen Erfolge fortsetzen.

## Rezeption
Ernst Jünger erwähnt in seinem Roman Eine gefährliche Begegnung (1985) ein Bild Devérias und kommentiert:

„es handelte sich um den schwächeren der beiden Brüder, dessen Thematik sich durch eine merkwürdige Spannweite auszeichnete. Neben süßlichen Andachtsbildern, die in Privatkapellen und Boudoirs beliebt waren, verfügte er über eine feurige Pornographie.“